# Gobierno belga en el exilio
El Gobierno belga en el exilio (en francés: Gouvernement Pierlot IV, en neerlandés: Regering-Pierlot IV) fue el Ejecutivo de Bélgica que estuvo expatriado entre octubre de 1940 y septiembre de 1944, durante la Segunda Guerra Mundial. En la administración exiliada participaron ministros de los partidos católico, liberal y obrero, que conformaron el Gobierno luego de la invasión de Bélgica a manos de la Alemania nazi en mayo de 1940 y de su ruptura con el rey, Leopoldo III, que permaneció en el país. Encabezados por el primer ministro, Hubert Pierlot, se establecieron en Londres y fueron reconocidos como la única autoridad legítima de su país por los Aliados.
El Gobierno administró el Congo Belga y puso sus recursos a disposición de los Aliados. Además, se hizo cargo de los refugiados belgas en el Reino Unido, apoyó económicamente a la resistencia en Bélgica y mantuvo cierta influencia en el ejército exiliado. Firmó acuerdos durante el conflicto para la formación de la Unión Económica del Benelux y para el ingreso del país a la Organización de las Naciones Unidas. A su regreso a Bruselas, llevó a cabo una reforma monetaria antes de ceder el poder a un nuevo gabinete, bajo cuyo mandato empezó un largo periodo de conflicto interno producto de la Cuestión Real que duró un lustro.

## Antecedentes

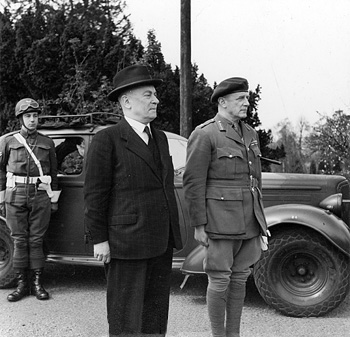
Hubert Pierlot (izq.), primer ministro del Gobierno en el exilio, en abril de 1944.

En términos políticos, el Partido Católico dominó en todos los gobiernos belgas formados entre 1919 y el inicio de la Segunda Guerra Mundial, el período de entreguerras. En su mayoría, fueron gobiernos en coalición con el Partido Liberal, aunque también ocasionalmente se integraba el Partido Obrero Belga. No obstante, en las elecciones generales de 1936 se registró un crecimiento de las formaciones fascistas en el país; en conjunto, el Rexismo y la Unión Nacional Flamenca obtuvieron 37 escaños —de 202 en total—. El recientemente creado Partido Rexista, que ganó por sí solo el 11 % de los votos, carecía de «organización partidaria o experiencia legislativa previa».
A partir de 1936, año en que se revocó el acuerdo militar entre Francia y Bélgica, este país adoptó una política de neutralidad o «independencia», «exclusiva y completamente belga» según anunció el rey Leopoldo III en octubre de ese año. Esto se tradujo, al cabo de seis meses, en la adopción de un pacto con el Reino Unido y Francia que sustituyó a los tratados de Locarno. Con esto, Bélgica se liberó de sus obligaciones del acuerdo militar y recibió el reconocimiento de ambas naciones de su integridad territorial. Pese a la política belga de neutralidad armada, la Alemania nazi invadió el país sin advertencia el 10 de mayo de 1940. Luego de dieciocho días de combate, el monarca rindió sus tropas el 28 de mayo y el país cayó bajo control alemán por los siguientes cuatro años. En total, en ese mes el ejército belga contaba con entre seiscientos y seiscientos cincuenta mil hombres. Según Fetter, la derrota militar produjo una división entre el Gobierno y el rey. Leopoldo III rindió las tropas en contra de lo que le aconsejó su gabinete y pese a que los parlamentarios estaban de acuerdo con continuar la contienda desde territorio francés.
El 25 de mayo, el rey se reunió con sus ministros para discutir sobre la rendición. Aunque estos lo intentaron convencer de huir al Reino Unido ese día y varias ocasiones más hasta el 27 de mayo, Leopoldo rehusó. Al retirarse a Francia, lo dejaron sin alguien que refrendara sus acciones, y aunque el monarca buscó nombrar tres nuevos ministros —Henri de Man, Auguste Tilkens y Raoul Hayoit de Termicourt—, no logró su cometido, pues no pudo deponer a su gabinete. Finalmente, la rendición enfureció a los Gobiernos francés y belga; incluso el primer ministro galo, Paul Reynaud, anunció por radio la capitulación de Leopoldo y lo acusó de «traición militar y felonía». Los alemanes mantuvieron prisionero al soberano, primero en su residencia cercana a Bruselas hasta 1944 y posteriormente en Austria hasta la conclusión del conflicto.

## Establecimiento en Londres

### Refugio en Francia
El 30 de mayo, en algún lugar de Francia, el gabinete belga aprobó un decreto en el que asumía los poderes del rey. Al día siguiente, se llevó a cabo una sesión parlamentaria improvisada en Limoges en la que se ratificó esta decisión. El Gobierno se adjudicaba esos poderes sustentado en el artículo 82 de la Constitución, puesto que el monarca se hallaba incapacitado para reinar (impossibilité de régner) tras ser detenido por los alemanes. El Gobierno, que huyó en un principio a Burdeos y posteriormente a Limoges, accedió a las presiones de Reynaud para que el primer ministro Hubert Pierlot reprendiese públicamente al rey por sus acciones y anunciase la incapacidad temporal de este para gobernar. La ruptura entre el Gobierno y el monarca originó una crisis constitucional que dejó a los funcionarios públicos sin una autoridad superior clara. En su mayoría, los belgas respaldaron a Leopoldo y su decisión de permanecer en el país, aunque rechazaban la postura de Henri de Man de formar un nuevo Gobierno que sería reconocido por Alemania.
La caída de Francia cambió, sin embargo, la posición de Pierlot y su ministro de Asuntos Exteriores, Paul-Henri Spaak. El 18 de junio, anunciaron sus intenciones de renunciar; en una carta al rey indicaron que el Gobierno debía negociar un armisticio y ofrecieron su dimisión. Cinco días después, en oposición a la nueva postura del Gobierno, el ministro de Salud, Marcel-Henri Jaspar, se trasladó a Londres y dio un discurso por la BBC en el que declaró su intención de continuar con la guerra, inspirado en el llamamiento del 18 de junio de Charles de Gaulle. No obstante, sus colegas lo expulsaron del gabinete. Desde Limoges, los belgas buscaron un tratamiento amigable de parte de la Francia de Vichy, encabezada por Philippe Pétain, pero este le exigió al Gobierno disolverse y dejó en claro que era una directiva de la Alemania nazi. Jaspar se unió a Camille Huysmans, también huido de Bélgica y refugiado en el Reino Unido, para formar un «gobierno fantasma» que, sin embargo, no recibió el reconocimiento de los británicos. Por otra parte, con el fin de evitar que el Congo Belga formara parte de cualquier negociación, el 9 de julio llegó a Londres el ministro de las Colonias, Albert de Vleeschauwer, que además disuadió a las autoridades británicas de reconocer al Gobierno de Jaspar-Huysmans y abogó porque trajesen al Reino Unido al grueso del Consejo de Ministros, todavía en Francia.

### Traslado a Londres
De Vleeschauwer era el único miembro del gabinete con facultades legales en Londres, hasta la llegada, por iniciativa propia —en agosto—, del ministro de Finanzas, Camille Gutt. En conjunto podían formar un «gobierno de dos» temporal, pero dudaban de su legitimidad, por lo que prefirieron esperar a los otros ministros, Spaak y Pierlot. La proposición de estos dos de regresar a Bélgica y dimitir no obtuvo respuesta del rey o de las autoridades alemanas, que incluso prohibieron el regreso a Bruselas de los miembros del Gobierno exiliado. Tras semanas de «inactividad y vacilación» en la Francia ocupada, los ministros «desmoralizados» dejaron el país a finales de agosto con el objetivo de llegar a suelo británico. A esta resolución llegaron luego de observar el «Gobierno colaboracionista instalado en Vichy» y la falta de interés alemán en negociar. Ambos ministros pasaron a España, donde fueron detenidos y puestos en arresto domiciliario por el gobierno franquista. Sin embargo, la vigilancia se relajó después de unas semanas, lo que les permitió huir a Portugal en el compartimiento secreto de un automóvil, con la ayuda del consulado belga.
Finalmente, llegaron a Londres el 22 de octubre, con lo que los cuatro ministros —Spaak, Pierlot, de Vleeschauwer y Gutt— formaron el «gobierno de cuatro». En sus comienzos, sus labores se centraron en los ministerios de Colonias, Finanzas, Defensa y Relaciones Exteriores. El Gobierno se instaló en múltiples edificios de la capital británica: el de Relaciones Exteriores en la cancillería de la embajada en Eaton Square y el resto en instalaciones alrededor de ese lugar y de Belgrave Square. También existió una oficina parlamentaria en Hobart Place, que agrupó a los legisladores que lograron llegar a Londres, encabezados por Huysmans.

## Composición
Para organizar los servicios gubernamentales, se empleó a los funcionarios públicos exiliados y se reclutó personal de entre los belgas refugiados en el Reino Unido; los funcionarios junto con los ministros trataron de mantener la continuidad del Estado y la representación de Bélgica a nivel internacional. No obstante, en su mayoría los departamentos fueron «cascarones vacíos» conformados por especialistas cuya función fue preparar el retorno a su país. Por otra parte, según Conway, la mayoría del resto de los ministerios se quedaron en Francia y no tuvieron un papel relevante en los años subsecuentes. Los departamentos ministeriales crecieron de forma constante, especialmente a medida que se liberaba el territorio belga. En mayo de 1941, setecientas cincuenta personas componían la «maquinaria del Estado».
Los cuatro ministros Spaak, Pierlot, de Vleeschauwer y Gutt constituían la «espina dorsal» del Gobierno en el exilio, que estaba formado también por representantes de los tres partidos principales de Bélgica —Católico, Liberal y Obrero— y que posteriormente integró a legisladores y personajes de los ámbitos económico y financiero. Entre 1942 y 1943, se añadieron figuras políticas, autoridades judiciales y del Estado y sindicalistas que llegaron a Londres. Ya establecidos en esa ciudad, los cuatro ministros se repartieron las carteras entre ellos; aunque otros belgas exiliados reconocieron su autoridad, se sintieron disgustados por ser excluidos del gobierno. Incluso se rechazó una propuesta de incluir a todos los antiguos ministros en el gabinete. En palabras de Henau, las «aversiones personales» y la «mezquindad» impidieron la «colaboración amistosa» entre los ministros.

### Integrantes
| Nombre                 | Posición o Ministerio                                                                       |
| ---------------------- | ------------------------------------------------------------------------------------------- |
| Hubert Pierlot         | Primer ministro (1939-1945), Educación (1939-1944), Defensa (1942-1944)                     |
| Camille Gutt           | Finanzas (1939-1945), Asuntos Económicos (1940-1944), Defensa (1940-1942)                   |
| Paul-Henri Spaak       | Asuntos Exteriores (1939-1945), Propaganda (1940-1942), Asistencia y Refugiados (1940-1944) |
| Albert de Vleeschauwer | Colonias (1939-1944), Justicia (1940-1942)                                                  |
| Antoine Delfosse       | Justicia y Propaganda (1942-1944)                                                           |
| August de Schryver     | Interior (1943-1944)                                                                        |
| Herman Balthazar       | Comunicaciones (1943-1944)                                                                  |
| Henri Rolin            | Subsecretario de Estado para la Defensa, bajo autoridad de Gutt (1942)                      |
| Gustave Joassart       | Subsecretario de Estado para la Asistencia, bajo autoridad de Spaak (1942-1943)             |
| Julius Hoste           | Subsecretario de Estado para la Educación, bajo autoridad de Pierlot (1942-1944)            |
| Joseph Bondas          | Subsecretario de Estado para la Asistencia y Trabajo, bajo autoridad de Pierlot (1943-1944) |
| Raoul Richard          | Subsecretario de Estado para la Asistencia, bajo autoridad de Spaak (1943-1944)             |

## Funciones
Spaak declaró en una entrevista de 1941: «Todo lo que queda de la Bélgica legal y libre, todo el que tiene derecho a hablar en su nombre, está en Londres». El trabajo que asumieron los cuatro ministros acabó por ser excesivo, por lo que a principios de 1942 nombraron subsecretarios de Estado, una figura inexistente hasta ese momento en el sistema gubernamental belga. El Gobierno en el exilio mantuvo el control de su reserva de oro y del Congo Belga y sus recursos económicos. Según Conway, se establecieron organizaciones dedicadas a la propaganda, el espionaje y a las transmisiones de radio a Bélgica por medio de la BBC y se creó una unidad militar que participó en las campañas aliadas.

### Refugiados belgas

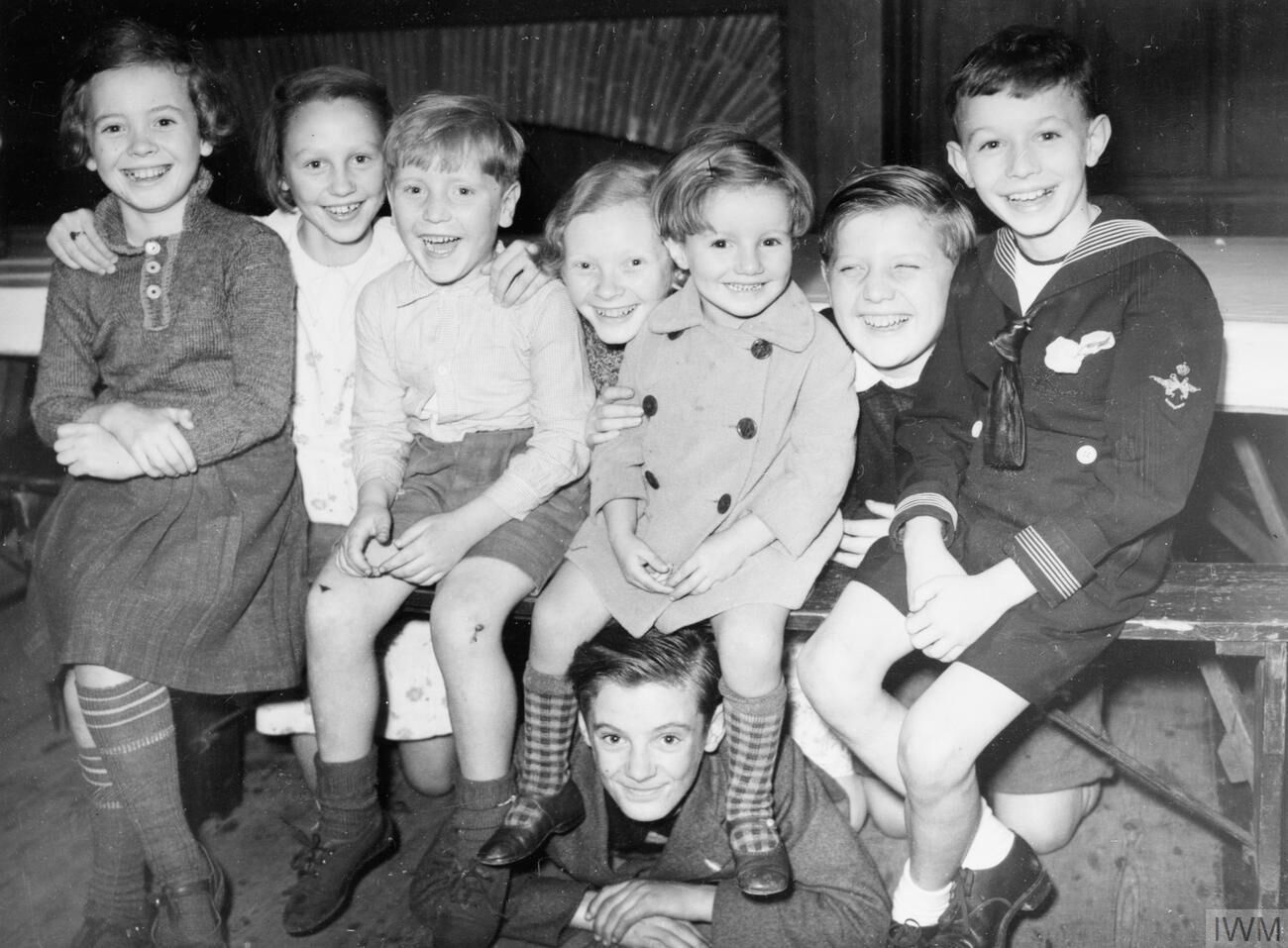
Refugiados belgas en Londres, 1940.

En septiembre de 1940, se creó el Servicio Central para los Refugiados, que se encargó de diversas tareas relacionadas con estos, desde la asistencia material hasta la atención médica, la educación y la obtención de trabajo. Esta última fue una de las prioridades de las autoridades belgas, pero resultó ser una labor complicada, pues los hombres solamente encontraban trabajo como obreros y técnicos y las mujeres, empleos domésticos. Cerca de quince mil ciudadanos habían llegado al Reino Unido en el verano de 1940. Junto con ese país, Estados Unidos —principalmente Nueva York— y Portugal también fueron destinos de los refugiados. La mayoría de quienes llegaron a Gran Bretaña permaneció en Londres; el 63 % de los refugiados eran mujeres, niños y ancianos flamencos. Sin embargo, a diferencia de lo ocurrido durante la Primera Guerra Mundial, en esta ocasión la respuesta de los británicos fue menos cálida, además de que la capitulación del rey belga fue mal vista por la prensa nacional.
Ante el Blitz, el Servicio Central repartió dinero, ropa y comida con fondos obtenidos en América. Entre 1942 y 1943, 300 alumnos asistieron a ocho escuelas belgas, 464 a colegios mixtos y 560 a centros educativos británicos. Por otro lado, el empleo de refugiados en la producción bélica se tradujo en que el 80 % de los hombres y 30 % de las mujeres estuviesen ya trabajando a finales de 1941. Ambas cifras aumentaron un diez por ciento para mayo de 1943. Asimismo, desde el 1 de abril de 1942, las autoridades belgas se hicieron cargo del costo de las prestaciones sociales de sus compatriotas necesitados, hasta ese entonces sufragado por las británicas. Con el paso del tiempo, la comunidad exiliada también comenzó a organizarse y tener acceso a actividades educativas, deportivas y sociales —como la celebración de su día nacional—.

### Tropas belgas

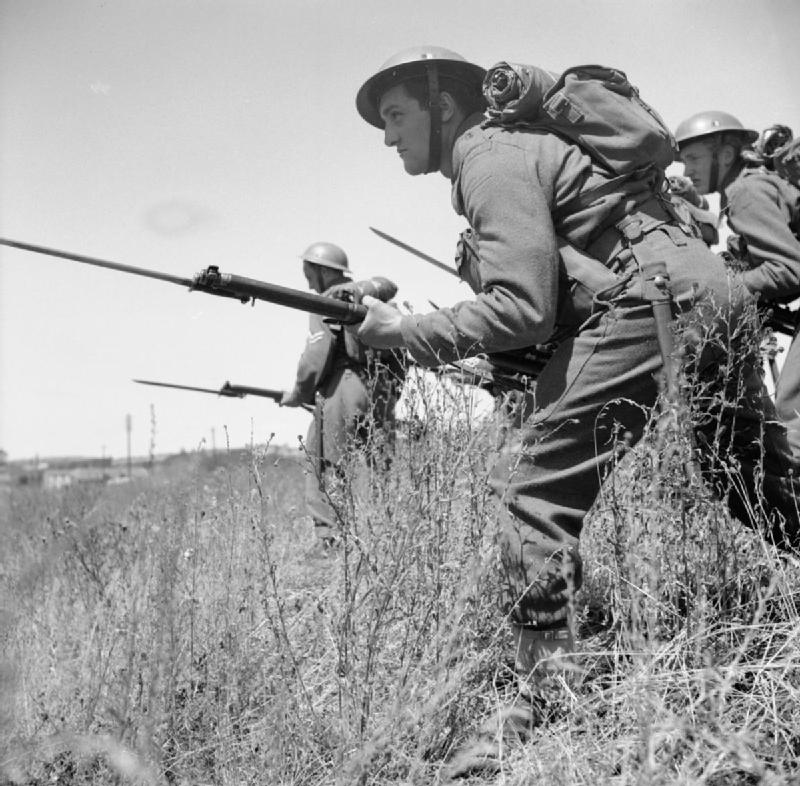
Tropas belgas durante entrenamientos en Gales, 1941.

De acuerdo con Epstein, cuando se firmó el armisticio, aún quedaban en Francia soldados belgas enviados allí para su adiestramiento y fue en ellos en los que el gobierno exiliado depositó inicialmente sus esperanzas. El 20 de junio, había seis mil soldados y ciento treinta oficiales en el sur de ese país. A mediados de ese mes, Spaak solicitó al gobierno británico instalaciones para la evacuación de tropas belgas. No obstante, algunos soldados ya habían logrado llegar a suelo británico anteriormente. El teniente general Victor van Strydonck de Burkel había establecido un campo en Tenby, Gales, el 25 de mayo, para recibir a los soldados rescatados de Dunkerque. El Gobierno optó por formar una unidad mandada por Van Strydonck de Burkel.
El grupo pasó a llamarse «Fuerzas Belgas en el Reino Unido» el 12 de agosto, que por entonces integraba una unidad de combate de cuatro pelotones, que más tarde sería el Primer Batallón de Fusileros —ochocientos veinticinco soldados—. Posteriormente se crearon otras unidades, como el Segundo Batallón de Fusileros, una de voluntarios luxemburgueses y un escuadrón de combate blindado. En las tropas también había soldados del Congo, la Bélgica ocupada y otros países aliados y neutrales. Veranneman señala que al principio la disciplina era laxa en las tropas terrestres, abundaban los rumores y los leales al rey se enfrentaban a sus adversarios. En noviembre de 1942, catorce soldados incluso se amotinaron y exigieron que las unidades entrasen en combate. En este sentido, la insatisfacción de los hombres aumentó por las carencias de equipamiento, por no participar en los combates y por la falta de relación con los políticos en Londres. No obstante, los soldados se adiestraron en julio de 1943 y seguidamente se encuadraron en la 1.ª Brigada de Infantería al mando del coronel Jean-Baptiste Piron. Para 1944, la llamada Brigada Piron se declaró operacional; en julio de ese año, las tropas belgas llegaron a Normandía y en septiembre participaron en la liberación de Bruselas.

### Acuerdos

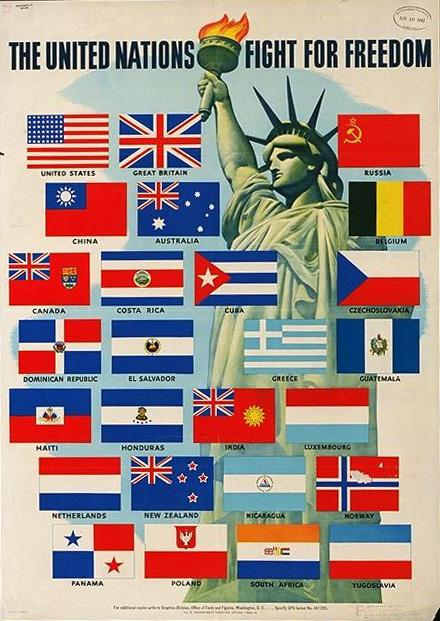
Afiche de 1942 con las banderas de los firmantes originales de la Declaración de las Naciones Unidas.

El 24 de septiembre de 1941, el Gobierno belga firmó la Carta del Atlántico, junto con los de otros países ocupados, como Checoslovaquia, Luxemburgo, los Países Bajos y Noruega, entre otros. Esta fue una declaración conjunta del presidente estadounidense, Franklin D. Roosevelt, y del primer ministro británico, Winston Churchill, en la que acordaron varios principios generales con el objetivo de establecer políticas nacionales. Con su rúbrica, Bélgica y el resto de naciones indicaban su aceptación de esos principios. Un año después, el 1 de enero de 1942, las autoridades hicieron lo propio con la Declaración de las Naciones Unidas, por la que se comprometían a no firmar la paz por su cuenta con el Eje.
Por su parte, Gutt representó al Gobierno en el exilio y tuvo, junto con Georges Theunis y René Boël, un «importante» papel en la Conferencia de Bretton Woods, en la que además se desempeñó como uno de los cuatro vicepresidentes. En la conferencia se discutió y aprobó la propuesta de establecer un Banco Mundial y un Fondo Monetario Internacional, cuyo primer director general fue Gutt. El Gobierno exiliado también comenzó a desarrollar en septiembre de 1944 los planes de colaboración con los Países Bajos y Luxemburgo, que resultaron en la Unión Aduanera del Benelux y más tarde en la firma del Tratado de la Unión Económica del Benelux en 1958.

## Autoridad
Según Kesteloot, la prioridad del Gobierno fue «parecer convincente y ganar credibilidad luego de los acontecimientos del verano». No obstante, la situación se le complicó por la posición de Leopoldo en Bélgica. Debía satisfacer a las autoridades aliadas, legitimarse y mantener «cohesión y dinamismo» en el grupo gubernamental. Los británicos condicionaron su respaldo a unos compromisos que el Gobierno en el exilio acabó por cumplir: declarar la guerra a Italia —Spaak confirmó el 6 de diciembre de 1940 que su país seguía en guerra con todos los enemigos— y acordar el uso exclusivo para los Aliados de los recursos del Congo —los acuerdos al respecto se firmaron en enero de 1941—. En consecuencia, las autoridades del Reino Unido reconocieron al Gobierno exiliado y cesaron la propaganda contra el rey Leopoldo. El reconocimiento británico de la autoridad gubernamental del Gobierno en el exilio se llevó a cabo en diciembre de 1940:

El Gobierno de Su Majestad reconoce a los cuatro ministros belgas que conforman el Gobierno belga en Londres como el Gobierno legítimo y constitucional de Bélgica, competente para ejercer autoridad total  [sic] en nombre del Estado soberano de Bélgica.
Carta del Ministerio de Relaciones Exteriores británico, 3 de diciembre de 1940.

Le Moniteur Belge fue la publicación oficial del Gobierno en el exilio en Londres.
Helmreich indica que los británicos optaron por colaborar con el Gobierno de Pierlot —y no el de Jaspar— dado que mantenía el control del Congo y la reserva de oro de Bélgica. Por su parte, los estadounidenses siguieron el camino de los ingleses y reconocieron al Gobierno exiliado, sin que en ningún momento considerasen a Jaspar una alternativa a Pierlot. El Gobierno había suspendido la convertibilidad del papel moneda cuando Alemania invadió el país y el Banco Nacional de Bélgica había trasladado sus reservas de oro a partes iguales a Francia, Estados Unidos y el Reino Unido. Los alemanes se apoderaron luego de la porción almacenada en Francia.
Según Veranneman, De Vleeschauwer y Pierre Ryckmans, gobernador general del Congo, fueron fundamentales para la diversificación e incremento de producción de materias primas como el cobre, el oro, el zinc, el cobalto, los diamantes industriales, el cadmio, el tántalo, el manganeso, el uranio-235, el caucho, el algodón, el aceite de palma, el café, la resina o el yute, que utilizó la industria bélica de países aliados como el Reino Unido, Estados Unidos, Canadá y Sudáfrica. Incluso su envío a naciones como España fue un factor «importante» para mantenerlas neutrales. Sin embargo, las condiciones de trabajo que se impusieron para aumentar el rendimiento generaron descontento entre la población y accidentes con víctimas mortales.

## Relaciones

### Con Leopoldo III
Knight afirma que el gobierno en el exilio «refrenó a los radicales aún hostiles a los actos del rey», pero concedió lo suficiente para mantener buenas relaciones con los británicos. Asimismo, aceptó la posición del monarca con mínimos cambios. Sin embargo, la reunión de Leopoldo con Adolf Hitler en Berchtesgaden causó una crisis temporal. Esta se celebró el 19 de noviembre, pero los malos resultados llevaron a Leopoldo a retraerse en su palacio, mientras continuaba soslayando al Gobierno exiliado y sin respaldar a la resistencia belga. El gobierno emitió un mensaje de admiración al «rey prisionero» en el verano de 1941; a lo largo de la guerra, se fue reduciendo la «ruptura pública» entre las autoridades y el monarca.
Pierlot evitó hacer mención a las acciones de Leopoldo y sus intenciones de destituir al Gobierno y nombrar otros ministros cuando anunció públicamente por insistencia de Reynaud la incapacidad temporal del rey de gobernar, y tampoco lo declaró derrocado. Según Epstein, el Gobierno privó al monarca de la libertad de acción y evitó que los alemanes lo utilizasen para sus propósitos. No obstante, al rey le disgustó la acusación de traición, que consideraba injustificada.

### Con la resistencia

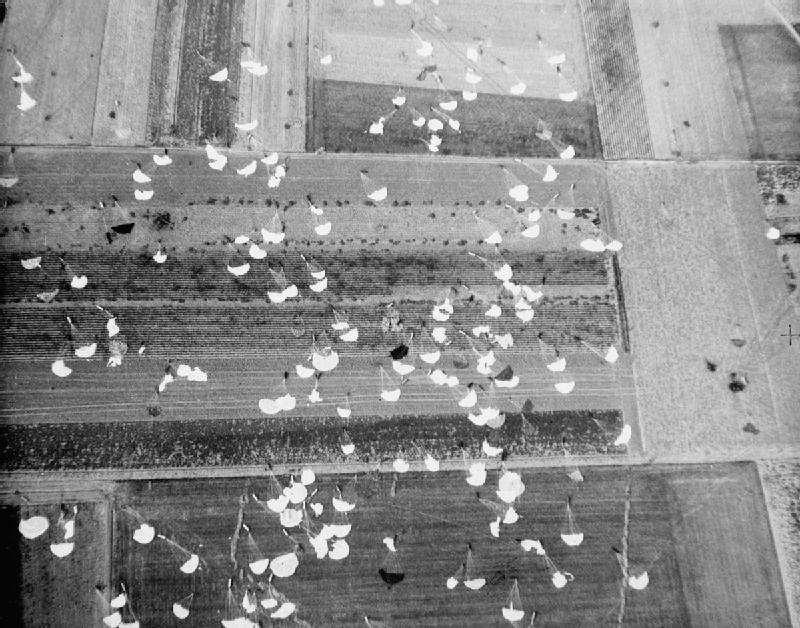
Suministros para la resistencia belga lanzados por aviones de la Real Fuerza Aérea británica al norte de Bruselas.

El movimiento de resistencia en Bélgica comenzó a finales de 1940, cuando algunos antiguos oficiales encarcelados formaron grupos que luego se denominaron colectivamente Légion Belge. El gobierno en Londres reconoció su existencia tiempo después. Sin embargo, según Bowman, temía que la Légion eliminase la monarquía después de la liberación. La comunicación de las autoridades con la resistencia fue escasa durante los primeros meses. No obstante, en octubre de 1942 se fundó la Radio national belge, que dotó a los belgas de comunicación por radio.
Conway señala que los múltiples grupos de resistencia surgieron independientes del gobierno y que sus primeros contactos con este datan de 1942-1943. Sin embargo, los jefes de esos grupos temían que el Gobierno pretendiese dominar sus organizaciones y simplemente colaborar con ellas; esta desconfianza dificultó las relaciones entre las dos partes.
En 1942, se inició la Mission Socrate que tenía por objetivo ayudar económicamente a quienes trataban de escapar de los trabajos forzados impuestos por las autoridades de ocupación alemanas; a partir de diciembre de 1943, se dedicaron quince millones de francos belgas al mes a este fin. Al respecto, De Vidts apunta que el apoyo del gobierno en el exilio consistió en financiamiento, envío de suministros y conexión por radio. El Gobierno envió mensajes por medio de las transmisiones de BBC Radio, principalmente mensajes cifrados durante las emisiones regulares del programa nocturno Radio Bélgique. A finales de 1942, el gobierno hizo de la Légion sus fuerzas armadas en Bélgica, otorgándole reconocimiento oficial. A su vez, el grupo, que tiempo después pasó a denominarse Armée Secrète, accedió a reconocer la autoridad del Gobierno exiliado y seguir sus mandatos. Sheridan detalla que, al momento de la liberación, el Armée era el grupo de resistencia más grande, con cincuenta mil miembros. En marzo y mayo de 1943, el Gobierno estableció objetivos para el Armée y dividió sus operaciones en tres fases: una de obtención de información y armas y realización de sabotajes, otra de preparación para los combates y una tercera de ataque directo a los alemanes cuando la invasión aliada de la región fuese inminente.
El Armée también fue un movimiento que recibió la colaboración de la Dirección de Operaciones Especiales y participó en acciones para auxiliar a los Aliados entre julio y septiembre de 1944. Estaba compuesto por grupos como el Front de l'indépendance, las Milicies Nationales Belges y el Mouvement Nationaliste Royaliste. En julio de 1944, el general Jules Pire, que mandaba el Armée, accedió a una demanda del gobierno exiliado: reconocer que el grupo no tendría participación en el mantenimiento del orden después de la liberación.

## Regreso a Bélgica
Los Aliados liberaron Bélgica el 2 de septiembre de 1944. Seis días después, el gobierno en el exilio regresó al país, donde se lo acogió en general con indiferencia. La experiencia en el exilio no tuvo, sin embargo, efectos duraderos en Bélgica por varias razones, principalmente la menor magnitud del exilio en comparación con el de la Primera Guerra Mundial, la situación en Bélgica durante la ocupación y el conflicto del Gobierno con el rey. Tras su retorno, el ministro Gutt decretó una reforma monetaria el 6 de octubre con el objetivo de estabilizar los precios. Tal medida, que congeló 179 millardos de francos en cuentas bancarias e implicó la recuperación de 88 millardos en liquidez mediante cambios forzados a nuevo papel moneda, acabó por restablecer la confianza en el dinero. El plan también estuvo acompañado por un programa de reformas sociales. Knight indica que la élite belga logró recuperar parte del prestigio que perdió durante la ocupación al asumir una gran porción de los costos de la misma, así como por ayudar a mantener bajos los impuestos. El Gobierno también se enfrentó al problema del colaboracionismo y para inicios de junio de 1945 las cortes militares ya habían juzgado 16 959 casos; hasta el 21 de agosto, dictaron 110 sentencias de muerte.
Por otro lado, el Parlamento eligió regente al príncipe Carlos el 20 de septiembre, ya que el rey había sido trasladado a Alemania antes de la liberación. No obstante, en el verano del año siguiente surgió la Cuestión Real, que acabaría años después con la abdicación de Leopoldo en agosto de 1950.
El Gobierno exiliado dio paso a otro también presidido por Pierlot el 16 de octubre, aunque con ministros comunistas y el dirigente del Front de l'indépendance. Poco después, en febrero de 1945, el socialista Achille Van Acker encabezó un nuevo gobierno de unidad nacional que excluyó, salvo por Spaak, a todos los miembros del que había estado exiliado en Londres durante la contienda mundial. No obstante, esa unidad acabó cuando surgió la Cuestión Real, que dividió a las organizaciones políticas: unas tomaron partido por el rey, como el Católico, y otras formaron una coalición «antirrealista» que denominaron «el gobierno de la resistencia».